# Blue Brain
Blue Brain és un projecte que té com a objectiu l'estudi de l'estructura cerebral dels mamífers, en altres paraules, estudia el cervell d'aquest per crear una simulació del cervell a escala molecular. El propòsit final d'aquest tipus d'enginyeria del comportament animal, és avançar en l'enteniment del cervell i les seves funcions.
Gràcies al projecte Cajal Blue Brain de la UPM (CeSViMa), el proyecte va adquirir un caràcter internacional, on Espanya se'n va incorpora en la iniciativa.
L'objectiu de Blue Brain és establir la neurociència de simulació com un enfocament complementari juntament amb la neurociència experimental, teòrica i clínica per entendre el cervell, mitjançant la construcció de les primeres reconstruccions i simulacions digitals biològicament detallades del món del cervell del ratolí.
Les simulacions i reconstruccions basades en superordinadors construïdes per Blue Brain ofereixen un nou enfocament de l'estructura i la funció multinivell del cervell i ens permet establir la neurociència de la simulació amb un enfocament complementari juntament amb la neurociència experimental. A més, La nova estratègia de recerca del projecte aprofita les interdependències en les dades experimentals per obtenir mapes densos del cervell, sense mesurar tots els detalls dels seus múltiples nivells d'organització.

## Història
L'origen d'aquest projecte es remunta l'any 2002, amb la fundació del Brain Mind Institute en el École Polytechnique per Henry Markram. Encara que aquest no es pot nomenar com l'inici real, i és que no va ser fins a la signatura de l'acord de col·laboració entre IBM i el professor Henry Markram (el 6 de juny de 2005) quan el projecte inicia la seva marxa.
El projecte es va centrar en la creació d'un model de la columna cortical (la unitat funcional bàsica del cervell) durant l'any 2006.
El projecte va aconseguir, el novembre de 2007, finalitzar el model i amb ell la primera fase. Es podria que els resultats extrets d'aquesta primera fase són una recopilació de dades per a crear, validar i investigar la columna cortical.
La iniciativa espanyola presentada la maig de 2009 va ser denominada Cajal Blue Brain. La UPM (Facultat d'Informàtica/CeSViMa) va ser l'encarregada de coordinar aquest projecte, junt la col·laboració de l'Institut Cajal del CSIC. El projecte utilitza els recursos proporcionats pel supercomputador Magerit instal·lat en el CeSViMa.

## Fases
Aquest projecte es va dividir en dues parts o fases, la primera de les quals es va finalitzar el novembre de 2007.

### Fase I
L'objectiu inicial del projecte era simular la columna cortical, que es pot considerar com la unitat funcional més petita del neocòrtex (la part del cervell que es creu que és responsable de funcions superiors com el pensament conscient). La columna fa 2 mil·límetres d'alçada i 0,5 mil·límetres de diàmetre, i conté unes 60.000 neurones humanes.
Les simulacions es van centrar en columnes neocorticals de rates, que tenen una estructura molt similar però que contenen només 10.000 neurones i 108 connexions sinàptiques. En aquesta columna, durant els últims 10 anys, el professor Markram ha estudiat els tipus de neurones i les seves connexions per generar models de com funcionen.

### Fase II
Un cop obtingut el model operatiu, el següent pas és realitzar i validar simulacions basades en el model. En aquesta etapa, continuarem en dues branques diferents: 
- Construir simulacions a nivell molecular, amb interès en allò que permet estudiar els efectes dels gens.
- Simplificació de la simulació de la columna per a permetre la simulació paral·lela d'un gran nombre de columnes interconnectades, amb l'objectiu final de simular un neocórtex complet (que en el cas dels humans consisteix en un milió de columnes, aproximadament).

Els passos a continuació consisteixen a ascendir a l'informació d'animals com el gat per a aconseguir seguidament el dels primats.

## Simulació total del cervell
Un objectiu a llarg termini és una simulació funcional detallada dels processos fisiològics del cervell humà: "Construir un cervell humà no és impossible, i ho podríem fer en 10 anys", va dir Henry Markram, director del projecte Blue Brain Institute. Presentat a la conferència TED d'Oxford el 2009. En una entrevista al BBC World Service, va dir: "Si el construïm correctament, hauria de parlar, tenir intel·ligència i comportar-se com un humà"

## Finançament
El finançament del projecte prové principalment del govern suís i, en menor mesura, d'una sèrie de subvencions i donacions individuals. L'EPFL va comprar l'ordinador Blue Gene a baix cost perquè en aquell moment era un prototip i IBM estava interessat a explorar com s'executarien diferents aplicacions a la màquina. BBP és un tipus de provador beta.
El projecte és un dels sis finalistes de la beca de recerca de Tecnologies emergents i futures (FET) de la Comissió Europea. Si es subvenciona, s'aportaran 1.000 milions d'euros per un període de 10 anys. A la llum d'aquesta subvenció, el projecte s'ha rebatejat com a Human Brain Project.
A finals de 2012 o principis de 2013, s'espera que almenys dos dels sis projectes pilot que competeixen per a les subvencions FET comencin com a programes FET complets el 2013.

## Organismes involucrats
A més de l'École Polytechnique, altres organitzacions de països europeus també col·laboren activament en aquest projecte.

### Suïssa
Centre nuclear del projecte des del qual es coordinen la resta de centres.

#### École Polytechnique Fédérale de Lausanne
L'agència té un superordinador Blue Gene anomenat Brainsim, en el qual s'executa el programari de simulació. El programari consisteix en el simulador neocortical (NCS) basat en MPI desenvolupat per Phil Goodman i el programa NEURON de Michael Hines. Les simulacions no van implicar una simple xarxa neuronal artificial, sinó que van implicar models de neurones més realistes biològicament.

### Espanya
Desde la UPM es coordina la col·laboració espanyola, per la que aglutina les participacions de:
- Tres laboratoris del Consell Superior de Recerques Científiques (CSIC),
- Universitat de Castella-la Manxa
- Universitat Politècnica de Madrid
- Universitat Rei Joan Carles

#### Universitat Politècnica de Madrid

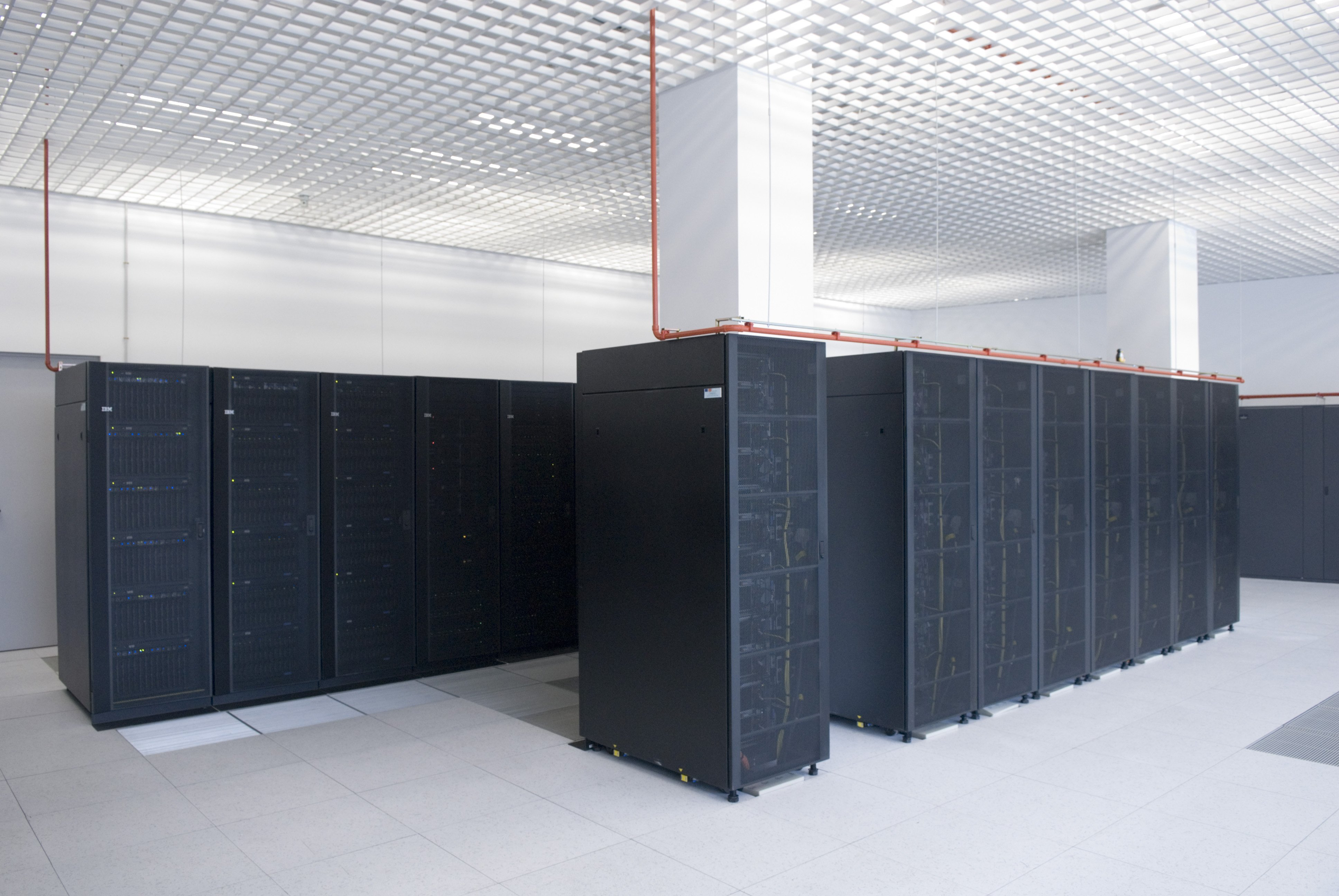
El supercomputador Magerit (CeSViMa), el més potent d'Espanya, és usat pel projecte

Va ser a partir del projecte del CeSViMa (Facultat d'Informàtica de Madrid) que Espanya va participar. El projecte Cajal Blue Brain s'encarrega de coordinar les activitats de recerca realitzades a Espanya.
Les línies de recerca es divideixen principalment en dues:
- Experimentació neurològica realitzada en col·laboració amb l'Institut Cajal (CSIC).
- Eines informàtiques d'anàlisis de dades i simulació 3D. Per a això es disposa dels recursos oferts pel CeSViMa, entre els quals es troba el supercomputador Magerit, el més potent d'Espanya.[12][13]

Cajal Blue Brain és situa com a pioner en l'estudi del cervell a partir de l'ús d'un microscopi de nanotecnologia.

## Blue Brain i COVID-19
Des de l'inici de la pandèmia de la Covid-19 el grup Blue Brain Project ha ajudat a tractar de reduir l'amenaça del virus.
Una de les seves troballes que es va realitzar gràcies a una màquina que va revela com la glucosa ajuda al virus SARS-CoV-2. Tot va resultar de la diferència entre els infectats asimptomàtics i no asimptomàtics. El projecte Blue Brain de l'EPFL va desplegar la seva potent tecnologia de simulació cerebral i experiència en biologia cel·lular i molecular per intentar respondre aquesta pregunta. Un grup del cervell blau va reunir una eina d'IA que podia llegir centenars de milers d'articles científics, extreure el coneixement i reunir la resposta: una visió generada per màquina del paper dels nivells de glucosa en sang en la gravetat de la COVID-19 publicada per Frontiers en Salut Pública.
Una altra aportació de Blue Brain va ser una plataforma de Recursos Acadèmics per a la COVID-19. Aquesta era una nova tecnologia de codi obert per alleujar el subministrament no convencional en l'actual crisi de la COVID-19 i més enllà. A mesura que l'impacte a gran escala de la pandèmia de COVID-19 es va començar a entendre a principis de 2020, el Projecte Blue Brain de l'EPFL i l'ETH Zurich, com a part del grup de treball científic nacional suís sobre COVID-19, va començar a treballar amb el laboratori de Spiez en una plataforma en línia: orientada a Recursos acadèmics per a la COVID-19 (ARC).
En un article publicat a Frontiers in Public Health, els autors expliquen com es va crear la plataforma ARC com a servei per donar suport als laboratoris de diagnòstic suïssos que estan fent proves de SARS-CoV-2. La plataforma ARC combina les sol·licituds d'equips, reactius i consumibles crítics que necessiten els laboratoris de diagnòstic suïssos implicats en la lluita contra la COVID-19 amb els subministraments disponibles de la comunitat acadèmica suïssa. Des de llavors, la plataforma ha evolucionat a mesura que la situació epidemiològica ho exigeix, amb més contribucions de la start-up suïssa Apptitude SA, la tecnologia s'ha convertit en codi obert amb el propòsit de servir la salut pública com a solució de resposta per a altres països i comunitats en l'actual COVID-19 crisi o en crisis futures.